# Корумба-ди-Гояс
Корумба-ди-Гояс (порт. Corumbá de Goiás) — муниципалитет в Бразилии, входит в штат Гояс. Составная часть мезорегиона Восток штата Гойяс. Входит в экономико-статистический микрорегион Энторну-ду-Дистриту-Федерал. Население составляет 9487 человек на 2000 год. Занимает площадь 1062 км².

## История
Город основан в 1730 году.

## Статистика
- Валовой внутренний продукт на 2003 год составляет 39 032 978,00 реалов (данные: Бразильский институт географии и статистики).
- Валовой внутренний продукт на душу населения на 2003 год составляет 3971,21 реал (данные: Бразильский институт географии и статистики).
- Индекс развития человеческого потенциала на 2000 год составляет 0,716 (данные: Программа развития ООН).